# Kalkbruksfjärden
Kalkbruksfjärden är en fjärd i Finland. Den ligger i landskapet Nyland, i den södra delen av landet, 26 km öster om huvudstaden Helsingfors. Längre ut finns Sibbofjärden.
Kalkbruket som gett fjärden sitt namn ligger på fastlandet. Invid kalkbruket finns Kalkstrand med förbindelsebåtsbrygga, med buss och förbindelsebåtstrafik till Bodö och Pörtö i den yttre skärgården. 6,1 metersfarleden till kalkbrukets hamn går över fjärden, liksom farleden in mot Sibbo å och vissa andra farleder.